# Àngel Mullera i Rodríguez
Àngel Mullera i Rodríguez (Lloret de Mar, Selva, 20 d'abril de 1984) és un atleta català, especialitzat en la prova dels 3000 metres obstacles, corredor del Club CA Lloret-La Selva. Actualment la seva millor marca és de 8:16.47 realitzada al meeting ciutat de Barcelona el dia 22 d'agost del 2011. Àngel Mullera és entrenat per Isidro Jimenez Ramos.
Va ser apartat dels Jocs Olímpics de Londres 2012 dies abans del seu inici per la Federació d'Atletisme a petició del Consell Superior d'Esports (CSD) i el COE perquè hi havia sospites de dopatge per uns correus electrònics, tot i que havia passat set controls antidopatge en un any i en tots havia sortit net. El Tribunal d'Arbitratge Esportiu li va donar la raó i va poder competir als Jocs Olímpics després d'haver aconseguit la marca mínima. Malauradament va quedar eliminat a les sèries dels 3.000 obstacles en ensopegar amb un atleta portuguès.

## Trajectòria
A nivell internacional
| Campionat                      | Modalitat             | Posició   |
| ------------------------------ | --------------------- | --------- |
| Campionat del Món Juvenil 2001 | 2000 metres obstacles | Finalista |
| Campionat d'Europa Júnior 2003 | 3000 metres obstacles | Setè      |
| Campionat Iberoamericà         | 3000 metres obstacles | Quart     |
| Jocs Olímpics de Pequín 2008   | 3000 metres obstacles | Mínima B  |
| Mundials de Berlín 2009        | 3000 metres obstacles | -         |
| Top 10 Rànquing Europeu 2009   | 3000 metres obstacles | Vuitè     |
| Europeus de Barcelona 2010     | 3000 metres obstacles | -         |
| Míting de Göteborg 2010        | 3000 metres obstacles | Quart     |

A nivell estatal
| Campionat                                  | Modalitat             | Posició |
| ------------------------------------------ | --------------------- | ------- |
| C. d'Esp. de Federacions autonòmiques 2008 | 3000 metres obstacles | Primer  |
| C. d'Esp. absolut 2008                     | 3000 metres obstacles | Quart   |
| C. d'Esp. absolut 2009                     | 3000 metres obstacles | Tercer  |
| C. d'Esp. absolut 2010                     | 3000 metres obstacles | Primer  |
| C. d'Esp. absolut 2011                     | 3000 metres obstacles | Tercer  |
| C. d'Esp. absolut 2012                     | 3000 metres obstacles | Primer  |

Ranking Espanyol (progressió)
| Campionat                       | Modalitat             | Posició |
| ------------------------------- | --------------------- | ------- |
| Ranking d'Espanya Cadet 1999    | 3000 metres obstacles | Tercer  |
| Ranking d'Espanya Cadet 2000    | 3000 metres obstacles | Primer  |
| Ranking d'Espanya Juvenil 2001  | 3000 metres obstacles | Primer  |
| Ranking d'Espanya Junior 2003   | 3000 metres obstacles | Tercer  |
| Ranking d'Espanya Promesa 2006  | 3000 metres obstacles | Segon   |
| Ranking d'Espanya Absolut 2007  | 3000 metres obstacles | Dotzè   |
| Ranking d'Espanya Absolut 2008  | 3000 metres obstacles | Cinquè  |
| Ranking d'Espanya Absolut 2009  | 3000 metres obstacles | Tercer  |
| Ranking d'Espanya Absolut 2010  | 3000 metres obstacles | Tercer  |
| Ranking d'Espanya Absoluto 2011 | 3000 metres obstacles | Primer  |

## Palmarès Nacional
- Campió d'Espanya Absolut de 3000 metres obstacles l'any 2010

## Altres marques

### Aire Lliure
- 1500 metres llisos - 3:53.22 (Barcelona, 19 d'agost del 2008).
- 3000 metres llisos - 8:09.23 (Nivelles (BEL), 27 de juliol del 2009).
- 5000 metres llisos - 13:59.97 (Reus, 3 de juny del 2009).
- 2000 metres obstacles - 5:26.45 (Lloret de Mar, 28 de juliol del 2011).

### Ruta
- 10 KM ruta - 30:17 (Barcelona, 31 de desembre del 2009.